# Snabba hus Råcksta

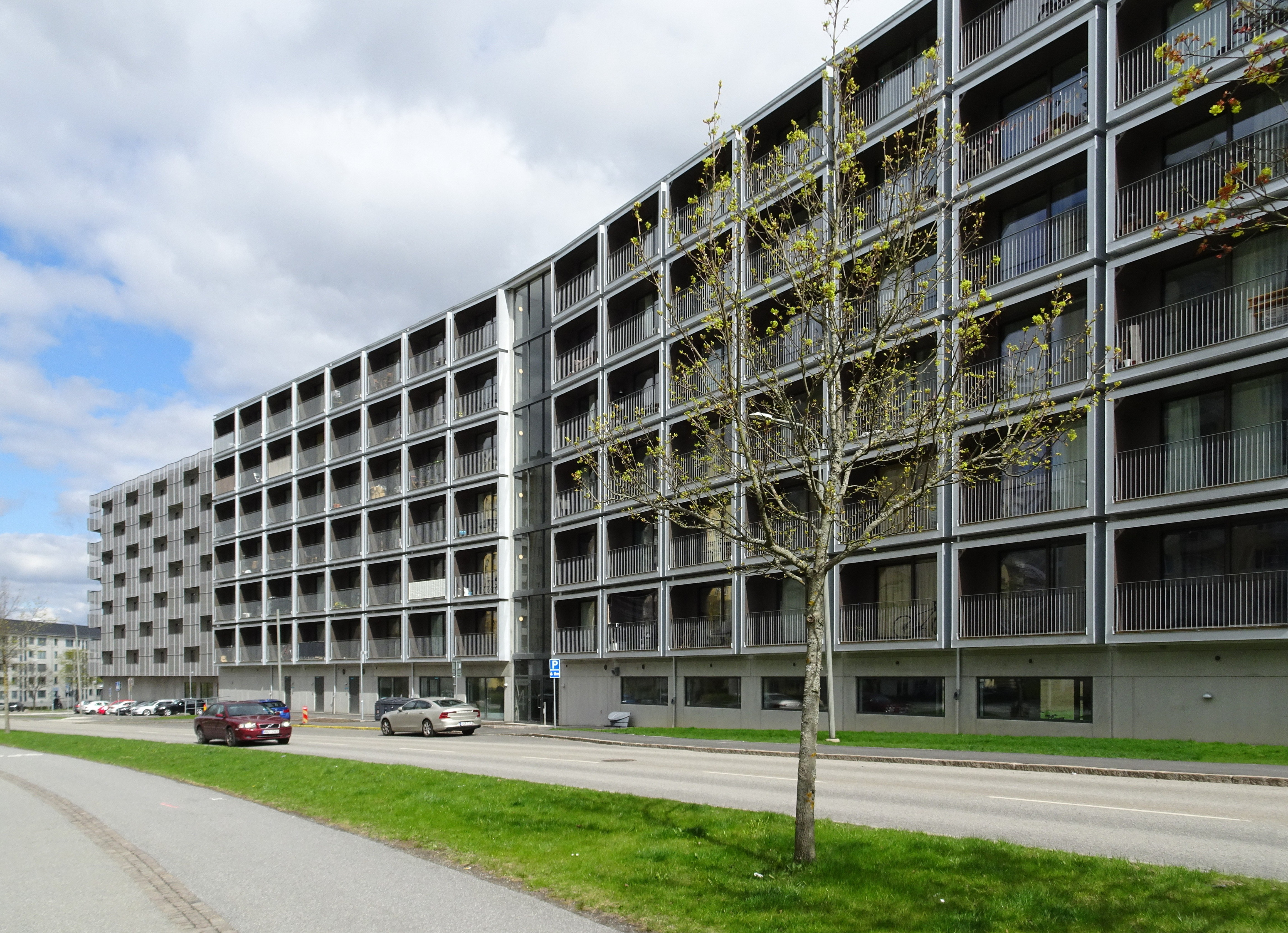
Fasad mot Råckstavägen, april 2020.

Snabba hus Råcksta kallas två bostadshus vid Råckstavägen 4–6 i stadsdelen Råcksta i Västerort. Här lät Svenska Bostäder bygga 247 lägenheter enligt konceptet Snabba hus. Inflyttning skedde november - december 2019. Projektet har av Stockholms stad utsetts till en av tio finalister i arkitekturtävlingen Årets Stockholmsbyggnad 2020.

## Bakgrund
”Snabba hus” är ett bostadskoncept som utvecklats av Svenska Bostäder tillsammans med den ideella organisationen Jagvillhabostad.nu. Konceptet går ut på att man bygger flyttbara hyresrätter på tomter som väntar på detaljplanering eller av annan anledning står obebyggda. För att spara tid söks ett tidsbegränsat bygglov som kan gälla upp till 15 år. När bygglovet löper ut kan man flytta de mobila bostäderna till en annan tomt. Under sin livstid kan Snabba hus-modulerna monters och demonteras ett flertal gånger. Målet är dock att någon gång permanent bygglov beviljas och lägenhetsmodulerna får stå kvar. Med ”Snabba hus” vänder sig Svenska Bostäder främst till unga vuxna mellan 18 och 30 år. Hyrestiden för lägenheterna är begränsad upp till fyra år. Uppsägningstiden är tre månader.
Konceptet realiserades första gången år 2015 i Västberga, hörnet Elektravägen 34 / Västberga Allé 20 där Svenska Bostäder lät uppföra 280 modullägenheter. Huset i Västberga fick dock kritik av hyresgästerna bland annat för dålig utförandekvalitet.

## Projektet i Råcksta
Snabba hus Råcksta består av 247 lägenhetsmoduler om 33 m² vardera. På ytan ryms en mindre lägenhet innehållande ett vardagsrum med kök och sovalkov samt badrum. Varje lägenhet har balkong alternativ uteplats. Två moduler kan även kombineras och blir då till en trerummare. Modulerna prefabriceras av företaget Junior Livings fabrik i Kungsör. Svenska Bostäder var uppdragsgivare och arkitekten Andreas Martin-Löf stod för gestaltningen.
De 247 lägenhetsmodulerna är "staplade" på varann i två loftgångshus med sju våningar vardera. En invändig huvudtrappa anordnades i husens mitt och på gavlarna finns utanpåliggande spiraltrappor. Fasaderna består av obehandlad betong samt galvaniserade och hålstansade plåtelement som ger en svag vågrörelse och ett schackrutigt intryck.

## Juryns kommentar
| ” | Elegant och väl avvägd gestaltning för ett hus med förtillverkade moduler. Det är välgörande med ett projekt som visar på möjligheten att våga mer och orka hålla i även utifrån stränga ekonomiska förutsättningar. Och samtidigt med ambitioner för stort arkitektoniskt värde, hög rationalitet och effektivitet. | „ |

## Bilder

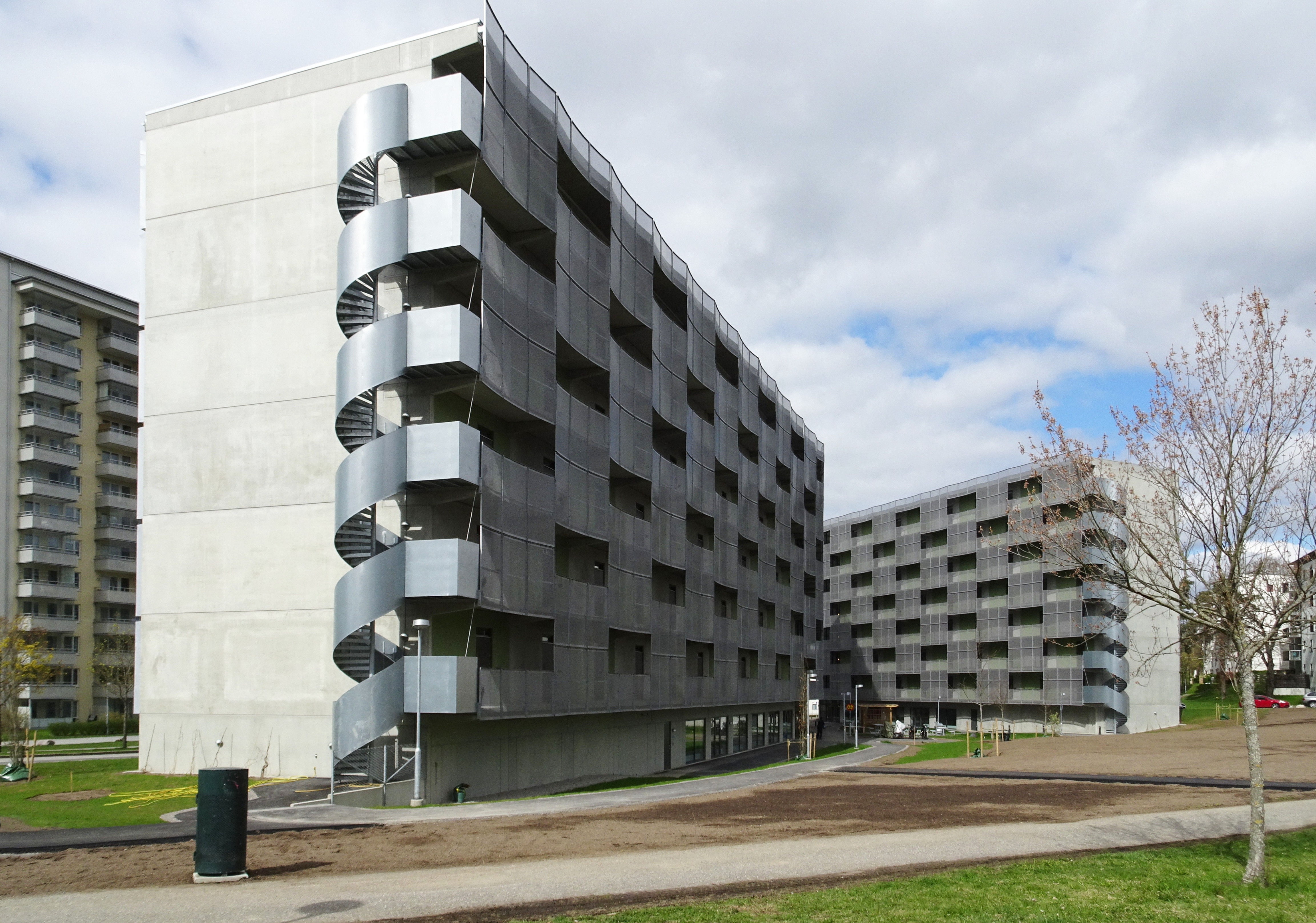
Fasaderna mot gården.
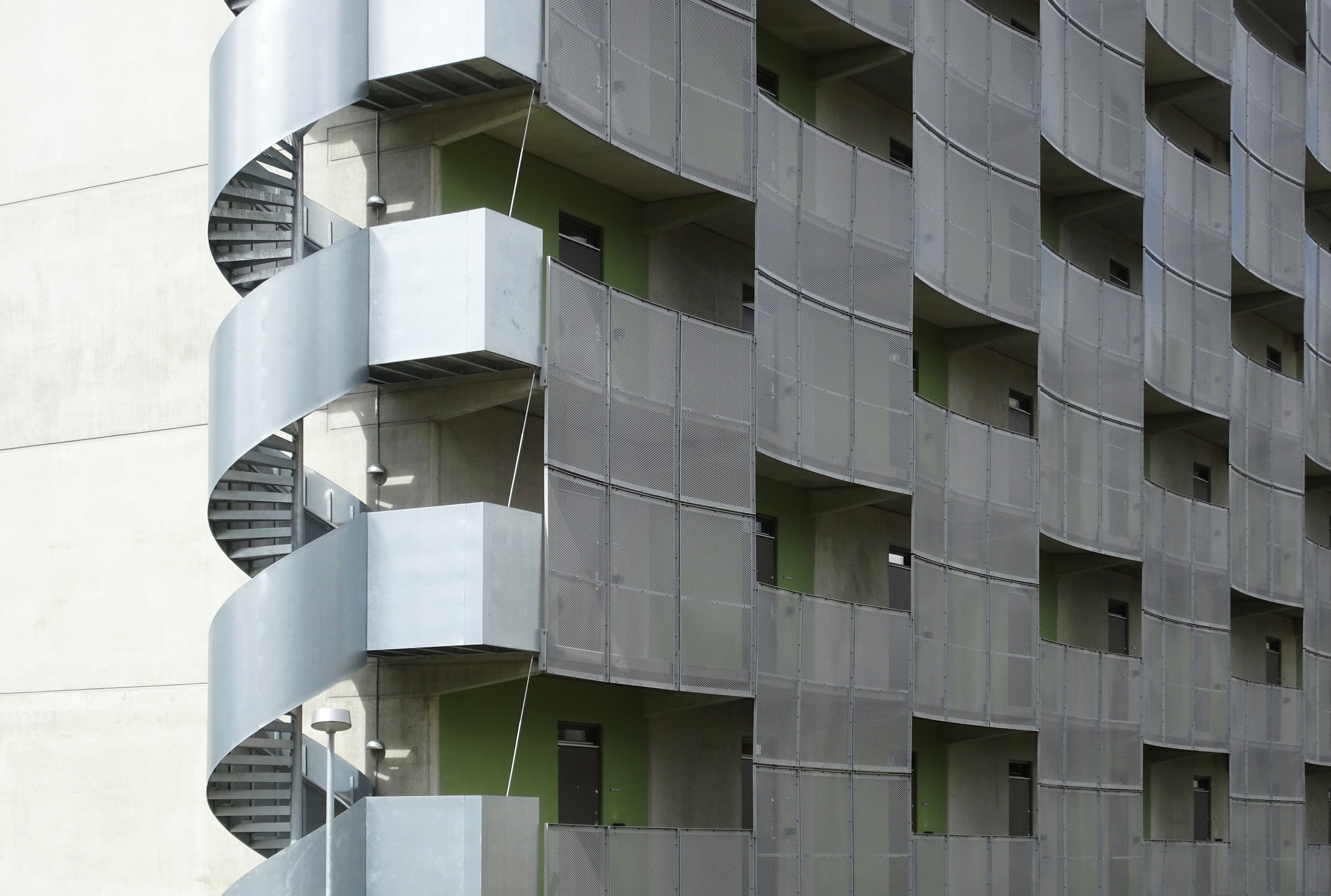
Fasaddetalj.
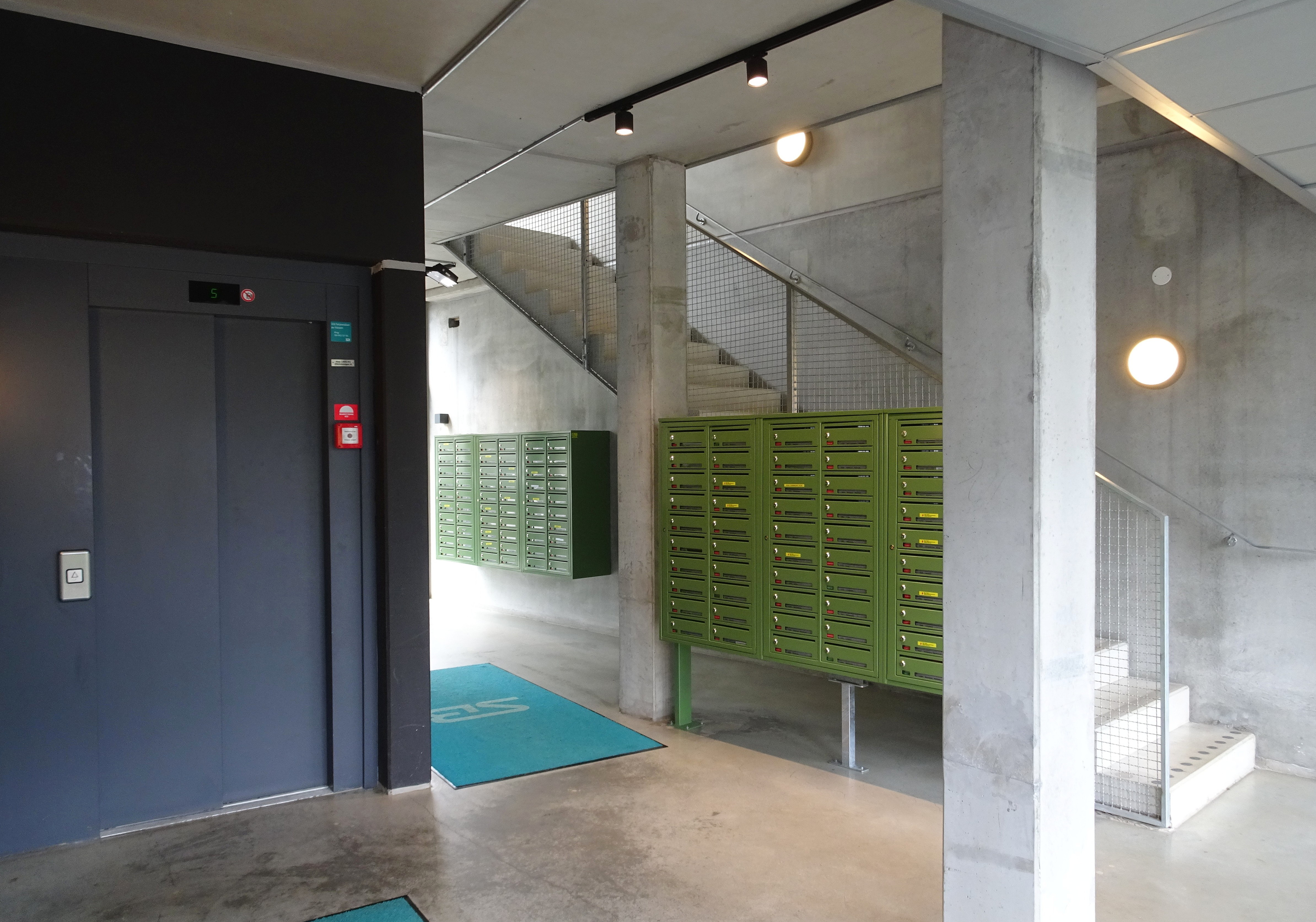
Trapphus.
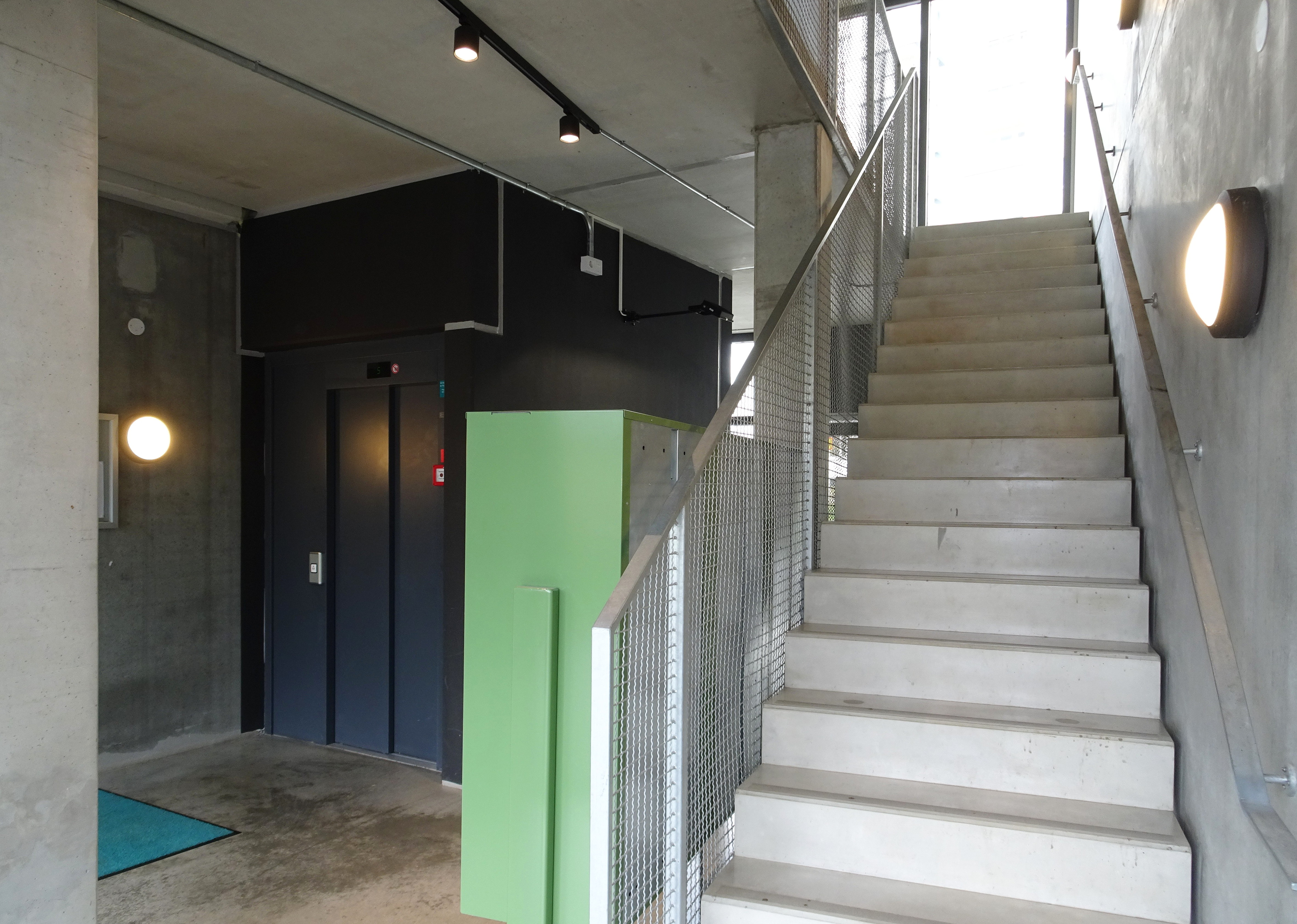
Trapphus.
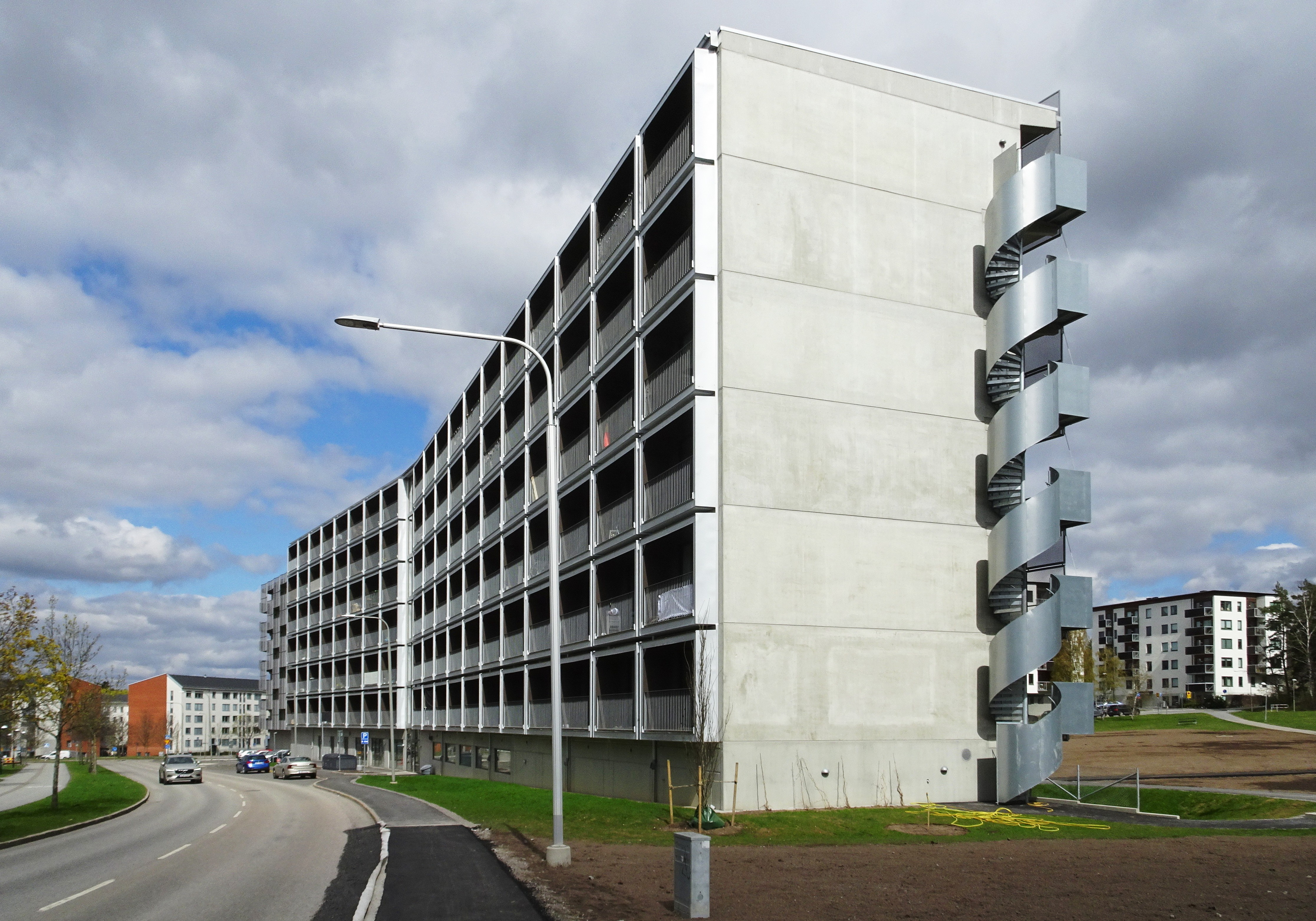
Fasad mot gatan.